# Františka Vlachová
Františka Vlachová (28. listopadu 1902 – ?) byla československá atletka – specialistka na hody a vrhy. Vlachová byla průkopnicí ženského sportu, byla držitelkou světového rekordu, mistryní Československa a medailistkou z Ženských světových her na třetích hrách v Monte Carlu v roce 1923 v Monaku.
Jejím manželem byl politik a advokát Ladislav Hobza.

## Biografie
Františka Vlachová se narodila v roce 1902. V mládí zajímala o atletiku, později vstoupila do sportovního klubu S. S. Třebíč v Třebíči. Soutěžila hlavně ve vrhu koulí a oštěpu, ale také v běhu a skoku. Působila od roku 1919 v klubu české házené v klubu Achilles.
V roce 1922 se Vlachová zúčastnila prvních regulérních Ženských olympijských her 1922 (Ženské světové hry v Paříži) 20. srpna v Paříži, ale medaili nezískala. V roce 1923 se zúčastnila třetích her v Monte Carlu v Monaku, kde získala bronzovou medaili ve vrhu koulí (obouruč) výkonem 16,11 metru za Marií Mejzlíkovou-Černou a Florence Hurrenovou .
Dne 26. srpna 1923 vytvořila Vlachová na závodech v Jihlavě světový rekord (neoficiální) v hodu oštěpem výkonem 27,30 m.
Ještě téhož roku se zúčastnila svého prvního mistrovství Československa dne 7. října v Praze, kde získala zlatou medaili v běhu na 75 metrů překážek a stříbrné medaile ve skoku vysokém, vrhu koulí (3,6 kg, obouruč) a hodu oštěpem (800 g, obouruč). V průběhu roku se v běhu přes překážky dostala mezi čtyři nejlepší roční světové výkony.
Po zániku třebíčského klubu S. S. Třebíč působila v třebíčském Sokolu, za který startovala v sokolských závodech. Později se Vlachová stáhla ze závodního života a odešla do Prahy.